# Provincia Chiquitos
La provincia Chiquitos es una provincia de Bolivia, ubicada al centro del departamento de Santa Cruz, y su capital es la localidad de San José de Chiquitos. Forma parte de la zona de la Chiquitania. Cuenta con una superficie de 31 429 km² y una población de 82 429 habitantes (INE 2012). Debe su nombre a la tribu de los chiquitos o chiquitanos, pobladores originarios de esos territorios. La capital provincial es San José de Chiquitos en el municipio homónimo.

## Etimología
El nombre de Chiquitos proviene dado en la época colonial española por los colonos que llamaban "chiquitos" a los pobladores de estas tierras, al caracterizarlos como personas de baja estatura.[cita requerida]

## Historia
La provincia Chiquitos fue creada mediante Ley del 23 de enero de 1826 durante la presidencia del Mariscal Antonio José de Sucre, conjuntamente a los cinco departamentos con los que fue dividida la República de Bolivia.

## Geografía
Se halla en la zona centro-oriental del departamento que comprende desde el río Guapay hasta las proximidades del río Paraguay. Limita al norte con las provincias de Velasco y Ñuflo de Chaves, al oeste con la provincia Andrés Ibáñez, al sur con la provincia Cordillera, y al este con las provincias Ángel Sandóval y Germán Busch.
La provincia tiene una superficie de 31.429 km² y su extensión este-oeste es de unos 500 kilómetros, mientras que su extensión norte-sur hasta 220 kilómetros.
Dos terceras partes del territorio son de llanura (Llanos de Chiquitos) y una de tierras onduladas. Lo atraviesan sierras de corta elevación e irregular recorrido. La parte llana declina hacia el este y sudeste y está constituida por terrenos bajos y anegadizos. Hay bosques tupidos y llanos despejados con abundante parque de palmeras. El territorio es eminentemente agropecuario y maderero.
- Paisaje ChiquitanoAltitud media: 296 m s. n. m.
- Temperatura Media: 25,4 °C

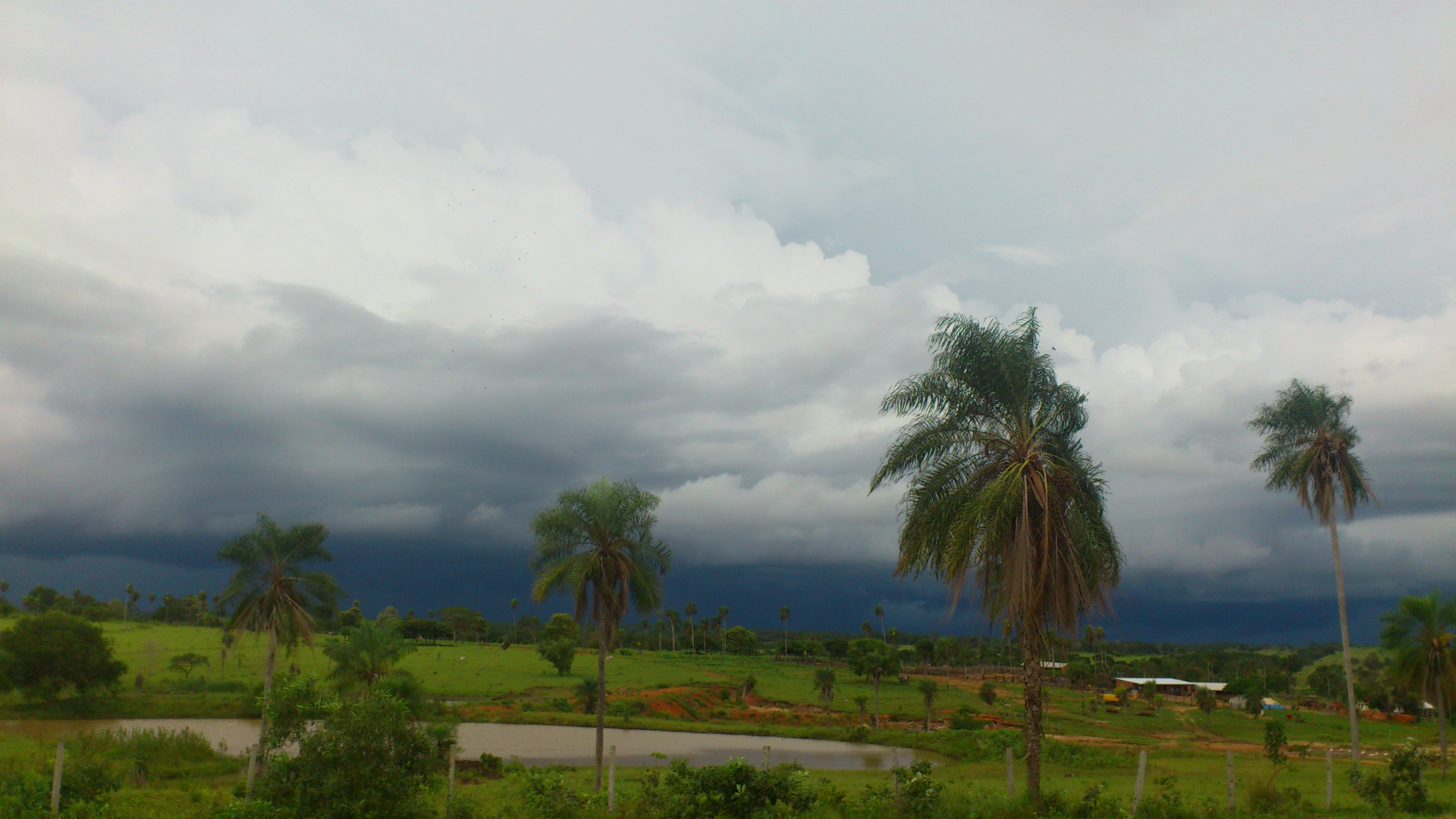
Paisaje Chiquitano

- Precipitación Pluvial Media: 1.040 mm
- Su hidrografía se basa en la cuenca del río Parapetí

## Municipios
La provincia de Chiquitos está compuesta de 3 municipios, los cuales son:
- San José de Chiquitos
- Pailón
- Roboré

## Economía
Chiquitos es una provincia comercial, especialmente el municipio de San José, capital de la provincia, ya que el pueblo se ubica sobre la línea férrea que une Santa Cruz de la Sierra con Puerto Suárez, en la frontera con Brasil.

## Demografía
De acuerdo con el censo boliviano de 2024, la población de la provincia de Chiquitos es de 114 019 habitantes.
La población de la provincia ha aumentado más de dos veces y media en las últimas tres décadas:
| Año  | Habitantes | Fuente |
| ---- | ---------- | ------ |
| 1992 | 42 519     | Censo  |
| 2001 | 60 359     | Censo  |
| 2012 | 82 429     | Censo  |
| 2024 | 114 019    | Censo  |

Chiquitos cuenta con una variada diversidad ètinca, entre ellos indígenas ayoreo y chiquitano, además de tener varias colonias menonitas de Rusia.

## Cultura
Chiquitos posee variadas tradiciones caracterizadas por la autenticidad de sus manifestaciones culturales y ha cobrado mayor importancia desde que la UNESCO declaró Patrimonio Cultural de la Humanidad a los pueblos que conservan intactos sus templos misionales, mantienen viva su cultura propia y la heredada de los misioneros jesuitas: San José, San Xavier, Concepción, San Miguel, San Rafael y Santa Ana.